# Islam liberal
L'islam liberal —àrab: لإسلام التقدمي, al-islām at-taqaddumī— és, a grans trets, el pensament emanat dels musulmans de tendència política progressista que tracta de les disciplines històriques i crítiques respecte als orígens de l'islam i de l'Alcorà i mira de conciliar modernitat i religió. Fa un tractament especial a la promoció de la dona dins la societat islàmica. Els actors d'aquest moviment són tant militants de la societat civil com acadèmics o teòlegs.
S'ha de diferenciar, però, l'islam liberal de l'islam «progressista»: el primer es distingeix dels moviments reformadors islàmics en el sentit que s'integra en el corrent del liberalisme teològic, com ja van fer les altres religions monoteistes en el segle xix i el segle xx, mentre que els moviments reformadors islàmics formen part de l'integrisme islàmic.
També cal distingir el corrent liberal, que vol restaurar el pluralisme de les interpretacions (ijtihad) dels texts sagrats contra una lectura hermetitzada, del corrent anomenat «islam secularitzat» o «islam laic», que reconeix la importància de l'islam com a substrat cultural però es declara agnòstic.

## Principals autors de l'islamisme liberal
La llista no és exhaustiva.
| Ali Abderraziq       | 1888-1966 | Egipte                        |
| Gamal Al-Banna       | 1920-     | Egipte                        |
| Mohammed Arkoun      | 1928      | Algèria                       |
| Soheib Bencheikh     | 1961      | França                        |
| Ghaleb Bencheikh     | 1960      | França                        |
| Abdennour Bidar      | 1971      | França                        |
| Abdelmajid Charfi    |           | Tunísia                       |
| Abdurrahman Wahid    | 1940      | Indonèsia                     |
| Mohamed Charfi       | 1936-2008 | Tunísia                       |
| Malek Chebel         | 1953      | Algèria                       |
| Dounia Bouzar        | 1964      | França                        |
| Asghar Ali Engineer  |           | Índia                         |
| Farid Esack          |           | Sud-àfrica                    |
| Hassan Hanafi        |           | Egipte                        |
| Rifat Hassan         |           | Estats Units                  |
| Muhammad Khalafallâh |           |                               |
| Fatima Mernissi      |           | Marroc                        |
| Ebrahim Moosa        | 1940      | Sud-àfrica                    |
| Chandra Muzafar      |           | Malàisia                      |
| Abdullahi an-Naïm    |           | Sudan                         |
| Madjid               | 1939-2005 | Indonèsia                     |
| Fazlur Rahaman       | 1929-1982 | Pakistan                      |
| Youssef Seddik       | 1943      | Tunísia i França              |
| Shamima Shaikh       | 1960-1998 | Sud-àfrica                    |
| Muhammad Sharour     |           | Síria                         |
| Abdul Karim Soroush  |           | Iran                          |
| Ahmad Syafi'i Maarif | 1935      | Indonèsia                     |
| Mahmoud Mohamed Taha |           | Sudan                         |
| Ulil Abshar Abdalla  | 1967      | Indonèsia                     |
| Amina Wadud          |           | Estats Units                  |
| Nasr Hamid Abû Zayd  | 1943      | Egipte, viu als Països Baixos |